# Au-dessous du volcan (film)
Cet article concerne le film de John Huston. Pour le roman de Malcolm Lowry, voir Au-dessous du volcan.
Pour plus de détails, voir Fiche technique et Distribution.
Au-dessous du volcan (Under the Volcano) est un film américain réalisé par John Huston et sorti en 1984. Il est inspiré du célèbre roman Au-dessous du volcan (Under the Volcano) de l'écrivain britannique Malcolm Lowry.

## Synopsis
1er novembre 1938. À Cuernavaca, capitale de l'État de Morelos au Mexique, le  traditionnel jour des Morts est fêté en grande liesse par toute la population. L'ancien consul britannique, Geoffrey Firmin, qui a été démis de ses fonctions et que sa femme Yvonne a quitté, déambule ivre, de cantinas en cervecerias, au milieu de la fête des Morts. Yvonne est partie il y a un peu plus d'un an, il attend des lettres d'elle mais n'a reçu qu'un courrier d'avocat qui semble indiquer qu'ils sont officiellement divorcés. La brûlure de l'alcool lui permet d'oublier cet invivable abandon.
Après un esclandre lors d'une soirée mondaine organisée par la section régionale de la Croix-Rouge, il est emmené par son ami, le Docteur Vigil, à l'église toute proche pour prier la Vierge de la Soledad, la sainte patronne de ceux qui n'ont personne, et espérer le retour de son épouse. Quelques jours plus tard, la requête est miraculeusement exaucée. Sa femme revient et lui dit qu'elle lui a envoyé des lettres et veut rester près de lui, malgré le divorce. Firmin promet d'arrêter de boire, mais son vœu est de courte durée. À son demi-frère Hugh, un journaliste idéaliste juste rentré de la guerre d'Espagne à cause d'une blessure, Yvonne se confie sur la douleur que lui cause l'alcoolisme de son mari, en souhaitant que les deux se réconcilient. Hugh, qui sent la tension qui existe entre eux, veut partir, mais Firmin insiste pour qu'il reste. Alors qu'ils projettent d'aller jusqu'au volcan qui surplombe la ville, ils rencontrent le Docteur Vigil à qui Firmin confie sa femme pour aller boire. Plus tard, alors qu'ils se rendent au volcan en bus, il voit un Indien mort se faire dépouiller par un sinarchiste. Pendant le déjeuner dans un restaurant surplombant une arène où se déroule une corrida, Hugh se remémore ses camarades tombés en Espagne et se lance dans l'arène dans un combat tauromachique improvisé. La foule le porte en triomphe, Yvonne subjuguée par l'émotion propose à Firmin de donner un nouveau départ à leur relation dans un nouvel endroit. L'ex-consul propose d'aller chez les Inuits, disant qu'il se conformera même à leur coutume de partager leur femme quand son frère leur rendra visite. Puis attaque celui-ci verbalement en faisant allusion à une ancienne aventure entre lui et Yvonne et quitte brutalement les lieux. Sa femme le cherche sans le trouver. Il est déjà dans un bus qui l'emmène vers un bar à prostituées, où le tenancier l'invite à boire. Un inconnu qui vient de remporter un combat de coqs lui remet un paquet de lettres d'Yvonne qui s'étaient perdues. Elle y parle de sa relation avec Hugh, de ses regrets, dit qu'elle veut rester avec Geoffrey. Mais lui s'écrie qu'il ne lui pardonnera jamais. Le maquereau fait alors signe à une fille de l'emmener avec elle. Hugh et Yvonne arrivent, le maquereau leur dit qu'il est avec une de ses prostituées, Yvonne part en larmes. Alors que Geoffrey Firmin quitte le bar dans une demi-torpeur, il est pris à partie par des policiers véreux qui le rançonnent et le délestent de son passeport, vite rejoints par le sinarchiste pilleur de cadavres. Ils lui volent ses lettres et l'agonisent de propos antisémites. Une bagarre éclate. Firmin, ivre, leur crie d'arrêter de coucher avec sa femme. Ils l'abattent. Yvonne, qui a entendu les coups de feu, revient en courant mais se fait renverser par un cheval emballé. Les malfrats jettent la dépouille de Geoffrey dans le ravin. Sous la pluie qui tombe à verse, Hugh serre le corps sans vie d'Yvonne.

## Remarque
Les extraits passés dans le cinéma au début du film sont ceux de Les Mains d'Orlac de Karl Freund, sorti en 1935, avec Peter Lorre.

## Fiche technique
- Titre : Au-dessous du volcan
- Titre original : Under the Volcano
- Réalisation : John Huston
- Scénario : Guy Gallo, d'après le roman éponyme de Malcolm Lowry
- Pays :  États-Unis /  Mexique
- Durée : 112 minutes
- Date de sortie : France : 12 septembre 1984

## Distribution
- Albert Finney : Geoffrey Firmin
- Jacqueline Bisset : Yvonne Firmin
- Anthony Andrews : Hugh Firmin
- Ignacio López Tarso : Dr. Vigil
- Katy Jurado : Senora Gregoria
- James Villiers : Brit
- Dawson Bray : Quincey
- Carlos Riquelme : Bustamante
- Jim McCarthy : Gringo